# کانرد سالینجر
کانرَد سالینجر (انگلیسی: Conrad Salinger؛ ۳۰ اوت ۱۹۰۱ – ۱۷ ژوئن ۱۹۶۲) آهنگساز، موسیقی‌دان، تنظیم‌کننده، ارکستراتور و رهبر ارکستر اهل ایالات متحده آمریکا بود.
از فیلم‌ها یا مجموعه‌های تلویزیونی که وی در آن‌ها نقش داشته است، می‌توان به جوراب ابریشمی اشاره نمود.